# Blues Bureau International
Blues Bureau International is een Amerikaans platenlabel voor bluesrock. Het werd in 1991 opgericht en is een onderdeel van de Shrapnel Label Group van Mike Varney. Er zijn hierop sindsdien platen uitgekomen van onder meer Pat Travers, Rick Derringer, Glenn Hughes, Jon Butcher, Neil Schon, The Outlaws, Scott Henderson, Joe Louis Walker en Leslie West. Het label is gevestigd in Novato. 